# Galbai
Galbai is een historisch motorfietsmerk.
De bedrijfsnaam was: Officine Meccaniche Giuseppe Galbai, Tradate.
Dit was een Italiaans merk dat van 1921 tot 1925 motorfietsen met eigen 276-, 301- en 347cc-eencilinder tweetakten en 492cc-MAG-kop/zijklep-V-twins bouwde. Tegen het einde werd ook een 346cc-Bradshaw-blok gebruikt.
Galbai werd vrijwel uitsluitend in Italië verkocht was ook bekend als La Galbai.